# Марьино (Приозерский район)
Марьино (до 1948 года Марьяланниеми, фин. Marjalanniemi) — посёлок в Ларионовском сельском поселении Приозерского района Ленинградской области.

## Название
Несмотря на присутствие в названии слова ниеми — мыс, основная часть деревни не была расположена на полуострове, но в самой северной части деревни находился небольшой мыс, выступавший в озеро.
По постановлению общего собрания колхозников колхоза «Волна» зимой 1948 года деревня Марьяланниеми получила наименование Марьино, которое было закреплено указом Президиума ВС РСФСР от 13 января 1949 года.

## История
В Окладной книге Водской пятины 1568 года упоминается деревня Марьино над Узьервою в Воскресенском погосте Городенской земли.
В 1920 году деревня насчитывала 180 жителей.
- Деревня Марьяланниеми на финской карте
 1923 года

С 1929 года в деревне работала школа.
До 1939 года деревня Марьяланниеми входила в состав Кякисалмского сельского округа Выборгской губернии Финляндской республики. В 1939 году деревня насчитывала 185 жителей, которые занимались преимущественно сельским хозяйством.
С 1 января 1940 года — в составе Карело-Финской ССР.
С 1 августа 1941 года по 31 июля 1944 года финская оккупация.
С 1 ноября 1944 года, деревня Марьяланниеми в составе Мюллюпельтовского сельсовета Кексгольмского района Ленинградской области.
С 1 октября 1948 года находится в составе Коммунарского сельсовета Приозерского района.
С 1 января 1949 года учитывается как посёлок Марьино.
В 1950 году население посёлка составляло 134 человека.
С 1 июня 1954 года — в составе Кротовского сельсовета.
С 1 февраля 1963 года — в составе Выборгского района.
С 1 января 1965 года — вновь в составе Приозерского района. В 1965 году население посёлка составляло 82 человека. 
По данным 1966 года посёлок Марьино входил в состав Кротовского сельсовета.
По данным 1973 и 1990 годов посёлок Марьино входил в состав Ларионовского сельсовета.
В 1997 году в посёлке Марьино Ларионовской волости проживали 18 человек, в 2002 году — 11 человек (русские — 91 %).
В 2007 году в посёлке Марьино Ларионовского СП проживали 15 человек, в 2010 году — 10 человек.

## География
Посёлок расположен в северной части района на автодороге 41К-185 (Комсомольское — Приозерск).
Расстояние до административного центра поселения — 14 км.
Расстояние до железнодорожной платформы Синево — 3 км.
Посёлок находится на юго-восточном берегу озера Вуокса.

## Демография
| 2007 | 2010 | 2017 |
| ---- | ---- | ---- |
| 15   | ↘10  | →10  |

## Улицы
Берёзовая, Дубовая, Конная, Лесная, Лесной переулок, Полевая, Садовая